# Azellus Denis
Pour les articles homonymes, voir Denis.
Azellus Denis, né le 26 mars 1907 à Saint-Norbert et mort le 4 septembre 1991, est un avocat et un homme politique fédéral du Québec.

## Biographie
Né à Saint-Norbert dans Lanaudière, Azellus Denis entre à la Chambre des communes du Canada en 1935 en tant que député libéral de la circonscription de Saint-Denis. Il succède à son frère Joseph-Arthur Denis décédé l'année précédente. Réélu en 1940, 1945, 1949, 1953, 1957, 1958, 1962 et 1963, il démissionne en 1963 après avoir été nommé par Lester B. Pearson au Sénat du Canada en tant que sénateur de La Salle à partir de 1964. Il y demeurera jusqu'à son décès en 1991 à l'âge de 84 ans.
Durant sa longue carrière parlementaire totalisant 20 415 jours, soit 55 années, 10 mois et 22 jours, il est ministre des Postes de 1963 à 1964, ainsi que représentant du Canada à de nombreuses conférences internationales du Commonwealth sous les gouvernements de Mackenzie King, Louis St-Laurent et Lester B. Pearson.
Il est réserviste dans le 2e bataillon de réserve du régiment de Châteauguay.
Sa sépulture est située dans le cimetière Notre-Dame-des-Neiges, à Montréal. Le Parc Azellus-Denis, situé dans le quartier Villeray–Saint-Michel–Parc-Extension est nommé en son honneur en 1993